# جزيرة ويلز
جزيرة ويلز (بالإنجليزية: Wales Island)‏ إحدى جزر القطب الشمالي الكندي غير المأهولة بالسكان في منطقة كيكيقتالوك في نونافوت. تقع على بعد 1.5 كم (0.93 ميل) قبالة شبه جزيرة ميلفيل، تقع الجزيرة في خليج اللجنة داخل الخليج الغربي من بوتيا. وتبلغ مساحتها 1,137 كم2 (439 ميل مربع).
كانت تسمى جزيرة أمير ويلز. تم اكتشافها من قبل المستكشف الإسكتلندي جون راي، تم اختصار اسمها لاحقا إلى جزيرة ويلز.